# Hans Robert Hansen
Hans Robert Hansen (* 22. April 1941 in Heidenheim an der Brenz) ist ein deutsch-österreichischer Wirtschaftswissenschaftler und Wirtschaftsinformatiker.

## Leben und Wirken
Hans Robert Hansen besuchte von 1947 bis 1960 die Grundschule und das Gymnasium in Illertissen und absolvierte anschließend den Wehrdienst bei der Bundeswehr. Ab 1961 studierte er Betriebswirtschaftslehre und Wirtschaftsadministration an den Universitäten München, Saarbrücken und Würzburg und erlangte 1967 den Abschluss in Würzburg. Danach war er Wissenschaftlicher Assistent an der Universität Würzburg und Angestellter bei IBM Deutschland in Stuttgart. 1970 wurde er an der Universität Würzburg promoviert.
Von 1974 bis 1978 war er Professor für Betriebswirtschaftslehre und Wirtschaftsinformatik an der Universität Duisburg und ab 1978 Professor für Betriebswirtschaftslehre und Wirtschaftsinformatik an der Wirtschaftsuniversität Wien. Von 1987 bis 1991 und von 1998 bis 2002 war er Rektor der Wirtschaftsuniversität Wien und von 1978 bis 1986 Vorstand des EDV-Zentrums. Im Jahr 2009 wurde er emeritiert.
Ab 2002 war er Mitglied des Österreichischen Akkreditierungsrates und von 2005 bis 2011 dessen Vizepräsident.
Hans Robert Hansen gehört zu den Autoren des zweibändigen Buches Wirtschaftsinformatik, das seit 1976 in mehreren Auflagen erschien.

## Auszeichnungen
- 2002: Ehrendoktorwürde der Mercator School of Management der Universität Duisburg[4]

## Schriften
- Elektronische Datenverarbeitung in Handelsbetrieben. De Gruyter, Berlin 1970.
- Bestimmungsfaktoren für den Einsatz elektronischer Datenverarbeitungsanlagen in Unternehmungen. Dissertation. Universität Würzburg. Duncker und Humblot, Berlin 1970.
- mit Carl W. Meyer: Vertriebsinformatik. De Gruyter, Berlin / New York 1973, ISBN 3-11-003670-3.
- mit Alexandre Thabor: Marketing-Modelle. De Gruyter, Berlin / New York 1973, ISBN 3-11-004459-5.
- mit Günter Müller, Hermann J. Weihe: Wirtschaftsinformatik. Sozialwissenschaftliche Kooperative, Duisburg 1976, ISBN 3-921473-11-X.
- mit Wolfram Meiritz: Fallstudie Entwicklung eines rechnergestützten Informationssystems. Oldenbourg, München/Wien 1978, ISBN 3-486-22831-5.
- Möglichkeiten und Probleme beim Einsatz von Standard-Anwendungssoftware. Sonderdruck. IBM Deutschland, Stuttgart 1979.
- mit Burkhard Maier: Grundzüge der Datenverarbeitung und Anwendungsprogrammentwicklung. Vahlen, München 1980, ISBN 3-8006-0848-0.
- mit Wolfgang L. Amsüss, Norbert S. Frömmer: Standardsoftware. Springer, Berlin 1983, ISBN 3-540-12332-6.
- mit Robert Mühlbacher, Gustaf Neumann: Begriffsbasierte Integration von Systemanalysemethoden. Physica, Heidelberg 1993, ISBN 3-7908-0653-6.
- Klare Sicht am Info-Highway. Geschäfte via Internet & Co. Orac, Wien 1996, ISBN 3-7007-0789-4.
- mit Gustaf Neumann: Wirtschaftsinformatik. Teil 2: Informationstechnik. 9. Auflage. Lucius & Lucius, Stuttgart 2005, ISBN 3-8252-2670-0.
- mit Gustaf Neumann: Wirtschaftsinformatik. Teil 1: Grundlagen und Anwendungen. 10. Auflage. Lucius & Lucius, Stuttgart 2009, ISBN 978-3-8252-2669-5.
- mit Jan Mendling, Gustaf Neumann: Wirtschaftsinformatik. 12. Auflage. De Gruyter, Berlin 2019, ISBN 978-3-11-060873-1, doi:10.1515/9783110608731